# Gesetz über die Stiftung und Verleihung staatlicher Auszeichnungen

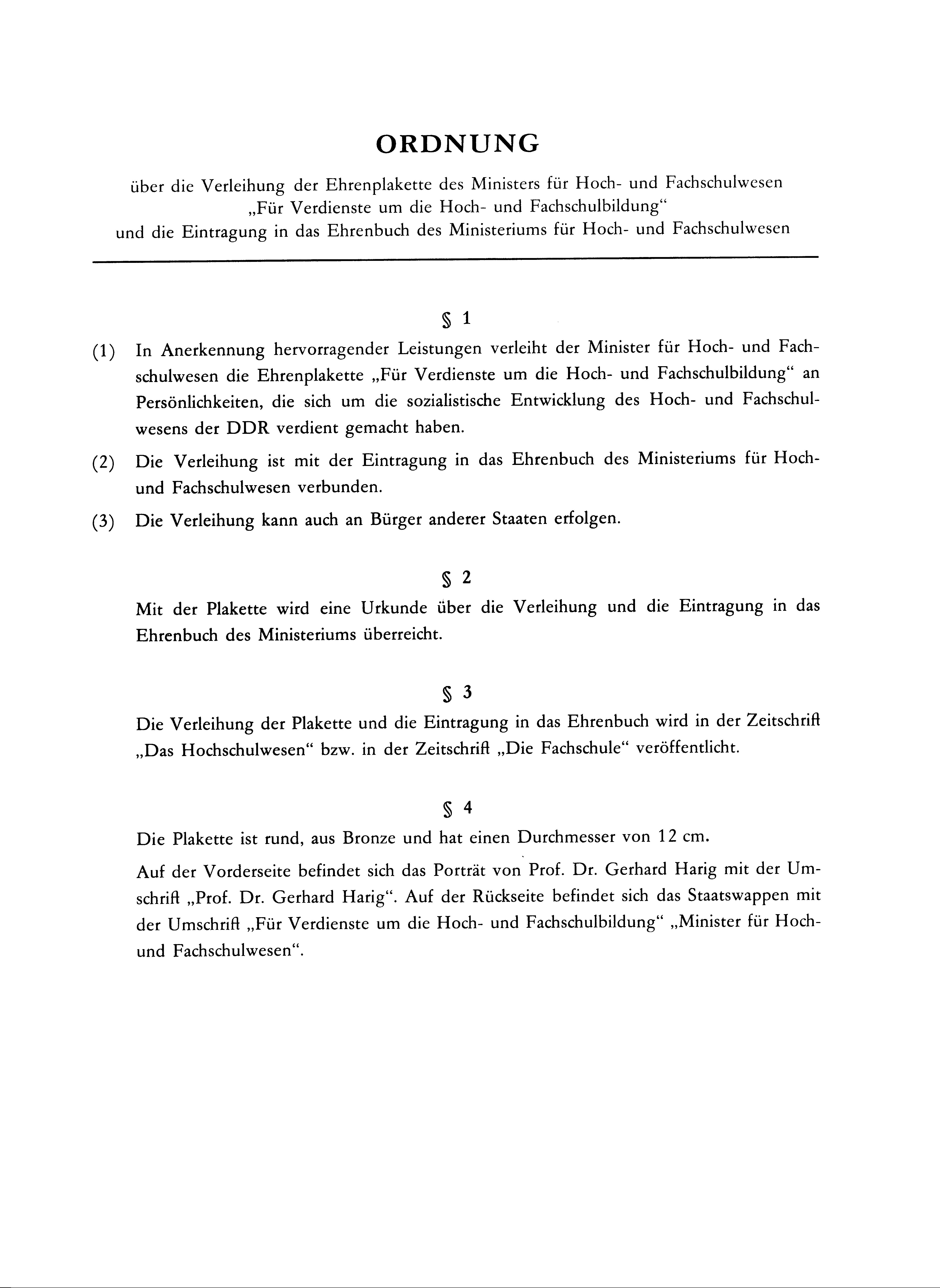
Ordnung III-6-4 4225-76 Ag 127-1636-77-100 - Ehrenplakette des Ministers für Hoch- und Fachschulwesen der DDR für „Verdienste um die Hoch- und Fachschulfortbildung“

Das Gesetz über die Stiftung und Verleihung staatlicher Auszeichnungen war ein Gesetz zur Verleihung oder Aberkennung von Orden, Auszeichnungen und Ehrentiteln, das am 7. April 1977 in der DDR erlassen wurde. Bereits zuvor, vom 2. Oktober 1958 bis zum 8. August 1974, wurden 29 Verordnungen „über staatliche Auszeichnungen“ erlassen. Das Gesetz gilt auch nach der Deutschen Wiedervereinigung als Landesrecht fort, sofern es nicht aufgehoben oder geändert wurde.

## Geschichte
Nach der ideologischen Aufblähung des Ordenswesens in der Zeit des Nationalsozialismus untersagte das Alliierte Kontrollratsgesetz vom 30. November 1945 (Art. IV) die Verleihung, die Annahme und das Tragen von militärischen und zivilen Orden, Ehrenzeichen und Auszeichnungen jeder Art. Die Verfassung der DDR vom 7. Oktober 1949 sah „militaristische Propaganda“ als Verbrechen an, womit auch unabhängig von den Besatzungsrechten der Sowjetunion (die erst 1953 aufgehoben wurden) es sich verbot, frühere Orden und Ehrenzeichen zu zeigen oder öffentlich zu verbreiten.
Eine erste Regelung der Verleihung von Auszeichnungen in der Aktivisten- und Wettbewerbsbewegung wurde daher erst im Oktober 1953 geschaffen. Am 21. April 1954 wurden das Gesetz über die Würdigung hervorragender Leistungen durch Verleihung staatlicher Auszeichnungen und das Gesetz über die Stiftung des Vaterländischen Verdienstordens erlassen. 1958 folgte das Gesetz über die Aufhebung von gesetzlichen Bestimmungen auf dem Gebiet der staatlichen Auszeichnungen. Staatliche Auszeichnungen wurden fortan durch Verordnung geregelt, bis am 7. April 1977 das hier behandelte Gesetz über die Stiftung und Verleihung staatlicher Auszeichnungen erlassen wurde. Auf seiner Grundlage wurden weit über 8000 staatliche und gesellschaftliche Auszeichnungen geschaffen.

## Inhalt
Das Gesetz sollte einerseits die Frage klären, welche Organe der DDR Orden, Auszeichnungen und Ehrentitel stiften und verleihen durften, andererseits wurden in diesem Gesetz auch dessen Möglichkeiten der Aberkennung geregelt. Einzelheiten der Verleihung staatlicher Auszeichnungen wurden in der Ordnung festgelegt. Diese Ordnungen wurden von den Staatsorganen erlassen, die dann auch die staatlichen Auszeichnungen stifteten. Die Ordnungen waren durch eine staatlich festgelegte Ordnungskennnummer gekennzeichnet.
Durch die Verleihung staatlicher Auszeichnungen würdigte die DDR die Hervorragenden Leistungen und Verdienste bei der allseitigen Stärkung und Festigung der Deutschen Demokratischen Republik.
Mit der Verleihung einer staatlichen Auszeichnung wurde eine vom Verleihenden unterzeichnete Urkunde ausgehändigt. Die Verleihung staatlicher Auszeichnungen der DDR waren in der Regel mit einem Ehrenzeichen (Orden, Ehrenplakette oder Medaille) verbunden. Diese Ehrenzeichen durften nicht veräußert werden und waren nicht übertragbar. Mit der Verleihung staatlicher Auszeichnungen konnte eine Geldzuwendung verbunden sein, die steuerfrei und nicht sozialversicherungspflichtig war.

## Stifter von staatlichen Orden, Auszeichnungen und Ehrentiteln in der DDR
Durch das Gesetz wurden folgende Grundsatzentscheidungen getroffen:
1. Der Staatsrat der DDR stiftete staatliche Orden, Auszeichnungen und Ehrentitel.
2. Der Ministerrat der DDR stiftete staatliche Preise, Ehrentitel und Medaillen.
3. Der Nationale Verteidigungsrat der DDR stiftete staatliche Auszeichnungen für Leistungen und Verdienste beim Schutz der Deutschen Demokratischen Republik.
4. Der Ministerrat der DDR vergab gemeinsam mit dem Bundesvorstand des Freien Deutschen Gewerkschaftsbundes (FDGB) als Auszeichnung für „hervorragende Leistungen im sozialistischen Wettbewerb“ Wanderfahnen.

## Verleihungsorgane für staatliche Orden, Auszeichnungen und Ehrentitel der DDR
Alle vom Staatsrat der DDR gestifteten staatlichen Auszeichnungen wurden durch den Vorsitzenden des Staatsrats verliehen.
Die vom Ministerrat gestifteten staatlichen Auszeichnungen wurden vom Vorsitzenden des Ministerrates der DDR verliehen. Der Ministerrat konnte die Minister und Leiter anderer zentraler Staatsorgane, die Vorsitzenden der Räte der Bezirke und Kreise, die Leiter der wirtschaftsleitenden Organe, Kombinate, Betriebe und Einrichtungen sowie die Vorstände sozialistischer Genossenschaften beauftragen, von ihm gestiftete staatliche Auszeichnungen zu verleihen.

## Verleihungsraum von staatlichen Auszeichnungen der DDR
- Einzelpersonen und Kollektive
- Kombinate, Betriebe, Einrichtungen, sozialistische Genossenschaften und gesellschaftliche Organisationen
- Verbände, Truppenteile und Einrichtungen der bewaffneten Organe
- Städte, Gemeinden und Gemeindeverbände

Im Gesetz über die Stiftung und Verleihung staatlicher Auszeichnungen wurde überdies festgelegt, dass staatliche Auszeichnungen auch an Einzelpersonen, Kollektive; Betriebe, Einrichtungen, Genossenschaften und gesellschaftliche Organisationen sowie Verbände, Truppenteile und Einrichtungen der bewaffneten Organe anderer Staaten verliehen werden konnten.

## Postume Verleihung
In der DDR konnten staatliche Auszeichnungen in Ausnahmefällen auch postum verliehen werden.

## Vorschlagsrecht und Regelung zur Mehrfachverleihung
Das Vorschlagsrecht für die Verleihung staatlicher Auszeichnungen hatten:
- Der Staatsrat, der Ministerrat, der Nationale Verteidigungsrat,
- Die Minister und Leiter der anderen zentralen Staatsorgane
- Leitende Organe der Sozialistischen Einheitspartei Deutschlands (SED)
- Die Leitungen der anderen in der Nationalen Front vereinten Parteien und gesellschaftlichen Organisationen
- Die Minister und Leiter der anderen zentralen Staatsorgane, die Vorsitzenden der örtlichen Räte, die Leiter der wirtschaftsleitenden Organe, Kombinate, Betriebe und Einrichtungen sowie die Vorstände sozialistischer Genossenschaften (jeweils für ihren Verantwortungsbereich).

Die Auswahl der Vorschläge zur Verleihung staatlicher Auszeichnungen erfolgte in der Regel in den Organen, Betrieben bzw. Einrichtungen, in denen der Vorzuschlagende beschäftigt war. Die Leiter hatten die Vorschläge gemeinsam mit der Parteiorganisation der SED und der Gewerkschaftsorganisation zu erarbeiten und sich dabei auf die Meinung der Arbeitskollektive zu stützen.
Staatliche Auszeichnungen konnten auch mehrfach verliehen werden.

## Aberkennung
Staatliche Auszeichnungen der DDR konnten aberkannt werden, wenn der Ausgezeichnete sich der Auszeichnung unwürdig erwies, nachträglich Tatsachen bekannt wurden, die die Auszeichnung zur Zeit der Verleihung ausgeschlossen hätten oder wenn gegen einen Bürger durch Urteil eines Gerichts die Aberkennung der staatsbürgerlichen Rechte ausgesprochen worden war.
Einzelheiten des Verfahrens der Aberkennung staatlicher Auszeichnungen wurden einheitlich durch den Staatsrat, den Ministerrat und den Nationalen Verteidigungsrat geregelt.

## Besonderheiten
- Staatliche Auszeichnungen, deren Verleihung nur einmal erfolgte oder die nicht mehr verliehen wurden, behielten ihren Charakter als staatliche Auszeichnung.
- Wer vorsätzlich entgegen den Tatsachen angab, mit einer staatlichen Auszeichnung ausgezeichnet worden zu sein oder durch falsche  Angaben die Verleihung an sich oder einen anderen herbeigeführt hatte oder Ehrenzeichen bzw. Urkunden unberechtigt trug bzw. verwendete, nachmachte oder nachgemachte öffentlich trug bzw. verwendete oder in Verkehr brachte, konnte mit einem Verweis oder einer Ordnungsstrafe belegt werden. Die Durchführung des Ordnungsstrafverfahrens oblag dem zuständigen Rat des Kreises.
- Von der Deutschen Demokratischen Republik verliehene Auszeichnungen können nach Einigungsvertrag (Anl. 1 Kap. 11 Sachgeb. A Abschn. 11 Nr. 2 (Amtl. Anm.) EinigungsV) weitergeführt oder getragen werden, es sei denn, dass dadurch der Ordre public Deutschlands verletzt wird. Das Gleiche gilt für die von der Deutschen Demokratischen Republik zur Annahme genehmigten ausländischen Auszeichnungen.[8]

## Letzte Beschlüsse des Ministerrats
Der Ministerrat der DDR hatte am 25. Januar 1990 noch einen Beschluss zum Gesetz über die Stiftung und Verleihung staatlicher Auszeichnungen gefasst, der davon ausging, dass es nicht mehr den gegenwärtigen gesellschaftlichen Verhältnissen entspräche. Hohe staatliche Auszeichnungen der DDR wurden durch diesen Beschluss in der Regel ausgesetzt.

## Ordre public
Ob ein Verstoß gegen den Ordre public in Deutschland vorliegt, ist maßgeblich davon abhängig, ob das Ergebnis der Rechtsanwendung der DDR – zu den Grundgedanken der heutigen deutschen Rechts- und Gesetzesregelungen – sowie der in ihnen liegenden, zentralen Gerechtigkeitsvorstellungen in so starkem Widerspruch steht, – dass es von unserer Gesellschaft für untragbar gehalten wird.
Bei den folgenden DDR-Auszeichnungen (Auszug) bestehen Verbote bzw. Bedenken hinsichtlich des Ordre public Deutschlands:
- Auszeichnungen des Ministeriums für Staatssicherheit
- Auszeichnungen der Grenztruppen der DDR
- Auszeichnungen der Deutschen Volkspolizei
- Auszeichnungen der Kampfgruppen
- Auszeichnungen der FDJ

Der sächsischen Staatskanzlei wurde auf Anfrage von der Ordenskanzlei des Bundespräsidialamtes mitgeteilt, dass gegen das Tragen vom „Ehrenzeichen der Deutschen Volkspolizei“, sowie bei verschiedenen Arten von der „Verdienstmedaille der Organe des Ministeriums des Innern“ (MdI), der „Medaille für ausgezeichnete Leistungen in den bewaffneten Organen des Ministeriums des Innern“ und gegen die „Medaillen für treue Dienste des Mdl“ Bedenken bestehen. Die Bundeswehr hatte 1990 in diesem Zusammenhang durch Fernschreiben an alle Einheiten eine vorläufige Anweisung ausgegeben, dass es Soldaten sowohl im Dienst wie auch in Zivil verboten ist, die Ehrenzeichen und Abzeichen der DDR zu tragen. Diese Anweisung galt in und außerhalb der militärischen Anlagen der Bundeswehr.
Im Ehrenzeichengesetz des Landes Brandenburg wurde durch den Hinweis – („Das Tragen anderer verliehener Auszeichnungen aus dem Bereich des Brand- und Katastrophenschutzes ist gestattet“) – somit auch das Tragen folgender Ehrenzeichen der DDR gestattet:
- „Ehrenzeichen für hervorragende Leistungen im Brandschutz“
- „Medaille für Verdienste im Brandschutz“
- „Medaille für selbstlosen Einsatz bei der Bekämpfung von Katastrophen“
- „Rettungsmedaille“

Es besteht also für jeden Träger von DDR-Auszeichnungen die Pflicht, genau zu prüfen, ob durch das Weitertragen verliehener DDR-Orden der Ordre public verletzt wird. Den Träger trifft, wie auch sonst im Ordnungswidrigkeitenrecht, das Risiko einer Verfolgung in Deutschland aufgrund einer Ordnungswidrigkeit nach § 16 des Gesetzes.